# 咀头镇
咀头镇，是中华人民共和国陕西省宝鸡市太白县下辖的一个乡镇级行政单位。

## 行政区划
咀头镇下辖以下地区：
城东社区、城西社区、咀头街村、塘口村、蒿谷堆村、拐里村、北沟村、黄凤山村、凉峪村、方才关村、大沟塬村、梅湾村、强里川村、沪家塬村、七里川村、李家沟村、红星村、牛家沟村、下白云村和上白云村。